# Марка Фриули
Марка Фриули или Фриулската марка, Маркграфство Фриули (на френски: Marche de Frioul; на италиански: Marca del Friuli) e каролингска марка през 9 – 10 век във Франкската империя в днешен Фриули, в североизточна Италия, през Средновековието, което е образувано след разделянето на бившето лангобардско Фриулско херцогство през 9 век. Използвано е за защита от аварите и за експанзия в земите на славяните.

## История
След победата на Карл Велики през 774 г. при Павия и Бергамо над крал Дезидерий завършва историята на Лангобардското кралство като самостоятелна държава. На 5 юни 774 г. Карл Велики взема титлата „крал на лангобардите“ (Rex Langobardorum), a Хродгауд (Hrodgaud, Rodgand) е назначен за херцог на Фриули (dux Foroiulanus). С неговата смърт през 776 г. Фриулското херцогство изчезва и става маркграфство на Каролингската империя.
Лудвиг Благочестиви дели (829, Вормс) старото Лангобардско кралство между синовете си на четири маркграфства (Фриулско, Истрийско, Виндицко и Крайнско).
Фриулската марка е управлявана от маркграфове (marchio). През 887 г. маркграф Беренгар I е избран за крал на Италия. След неговата смърт през 924 г. новият крал Хуго I Арлски не назначаава нов маркграф, а територията на маркграфството влиза в състава на Веронската марка (Marca di Verona, Marca Veronensis et Aquileiensis).

## Херцози на царството наКаролингите
Следните владетели на Фриули носят титлата dux Foroiulanus (херцог на Фриули) и са интегрирани в държавното устройство на франките:
- 776 – 787 Маркарий
- 787 – 789 Унрох I
- 789 – 799 Ерик (или Ерих)
- 799 – 808 Хунфрид
- 808 – 817 Айо
- 817 – 819 Хадалох I (Кадалох, Кадалаун)
- 819 – 829 Балдерих

## Графове на Фриули след разделянето на Марка Фриули
- 829 – ??? Унрох II

Част на Лотарии Регнум или Средно-Франкско кралство:
- 846 – 863 Еберхард
- 863 – 874 Унрох III
- 874 – 888 Беренгар I, също крал на Италия (888) и император на Свещената Римска империя (от 915 до 924 г.)

Беренгаровата Веронска марка (Marca Veronensis et Aquileiensis):
- 891 – 924 Валфред